# Бєльський Олександр Гнатович
Олександр Гнатович Бєльський (15 серпня 1948, с. Скоморохи, Житомирської області, УРСР — 24 травня 2024, м. Кривий Ріг, Україна) — український режисер, педагог, організатор пластичного театру, директор-художній керівник Криворізького міського академічного театру музично-пластичних мистецтв «Академія руху», заслужений діяч мистецтв України (2006), Почесний громадянин міста Кривого Рогу (2014).
Автор унікального режисерського почерка, майстер оригінальної форми створення художнього образу через пантоміму, музику, балет і драму.

## Життєпис
Народився 15 серпня 1948 року у селі Скоморохи Житомирської області у сім’ї військових. Батько служив в Києві, Паневежисі, Каунасі, Архангельську. Середню школу закінчив у Дніпропетровську. Потрапив до драматичної студії під керівництвом Нони Цебренко, яка працювала на базі дніпропетровської середньої школи № 43, де отримав основи сценічної дії, художньому читанню та основам сценічного мистецтва. Далі вивчав важке машинобудівництво, промислову гігієну у медичному інституті. Театру присвячував вільний від навчання час – займався у студентській трупі Георгія Городецького, який керував першим театром-студії пантоміми у Дніпропетровському Палаці студентів ім. Юрія Гагаріна (1967–1974). Уроки з акторської майстерності та режисури пантоміми отримав у майстра французької сцени міма Марселя Марсо (1968, 1973) та професора Ленінградського інституту театру, музики і кіно – фундатора радянської школи сценічного руху І.Е.Коха (1976 р.). Професійну підготовку режисера пластичної драми одержав у Харківському державному інституті культури (1987), пройшов курс підвищення кваліфікації у режисерській лабораторії СТД СРСР із проблем пластичного театру у Г.Мацкявічуса. О.Маркової. А.Дрозніна та І.Рутберга (1991, 2011).
Разом із Антоніною Бєльською у 1974 році створив пластичний театр у Кривому Розі, який пройшов шлях від першого в Україні народного театру пантоміми (1983), професійного молодіжного театру-студії пантоміми (1987) до міського театру музично-пластичних мистецтв «Академія руху» (1994), який 2012 року отримав статус «академічний».

## «Академія руху»
1994 року рішенням Криворізького міськвиконкому створено професійний театр музично-пластичних мистецтв «Академія руху» — авторський театр Олександра та Антоніни Бєльських.

## Режисерські роботи в театрі

### Пластичні драми
- 1994 — «Вінчальна фата П’єретти» за Артуром Шніцлером
- 1994 — «Сказання про море»
- 1995 — «Пурпурові вітрила» за мотивами однойменної повісті» Олександра Гріна
- 1995 — «Пори року» мім-балет на музику Антоніо Вівальді
- 1996 — «Лесина пісня» поетико-пластична вистава за драмою «Лісова пісня» Лесі Українки (за участі Ади Роговцевої)
- 1997 — «Крапля меду» за казкою Ованеса Туманяна
- 1998 — «Лускунчик» мім-балет за повістю «Лускунчик і Мишачий король» Ернста Теодора Гофмана
- 1998 — «Шанс або етюди у місячному сяйві»
- 1999 — «Пристрасті за Гоголем» на музику Альфреда Шнітке
- 2000 — «Голос Землі» за легендами та міфами древньої Скіфії на Криворіжжі
- 2001 — «Лесина пісня» за мотивами однойменної драми-феєрії Лесі Українки
- 2002 — «Маленькі трагедії» за мотивами однойменних п'єс Олександра Пушкіна
- 2004 — «Безсоння» за мотивами творів Тараса Шевченка
- 2005 — «Щоб пам’ятали…» за мотивами повісті Василя Бикова
- 2007 — «Камінний хрест» за мотивами однойменної новели Василя Стефаника
- 2008 — «Незгасима свічка» (присвячена пам’яті жертв Голодомору)
- 2010 — «Прощавай, зброє!» за мотивами однойменного роману Ернеста Гемінґвея
- 2010 — «Асоль» за мотивами повісті «Пурпурові вітрила» Олександра Гріна
- 2011 — «Знайдуться мухи – був би мед» зонг-драма
- 2012 — «Весна, літо, осінь, зима і…» в стилі італійської комедії масок
- 2012 — «Бенкет під час чуми» пластична драма в двох діях за мотивами «Маленьких трагедій» Олександра Пушкіна
- 2014 — «Дідух» за мотивами новел «Камінний хрест», «Похорон», «Катруся», «Злодій» Василя Стефаника
- 2014 — «І мертвим, і живим, і ненарожденним…» за мотивами поем «Катерина» та «Гайдамаки» Тараса Шевченка
- 2015 — «Акакій (Шинель)» за мотивами повісті «Шинель» Миколи Гоголя
- 2016 — «Старий і море» за мотивами однойменної повісті Ернеста Гемінґвея
- 2017 — «Спокушені спрагою»
- 2018 — «Таємниці зачарованого лісу» драма-феєрія за мотивами драми-феєрії «Лісова пісня» Лесі Українки
- 2019 — «Маленькі трагедії» за мотивами п'єс «Скупий лицар» та «Моцарт і Сальєрі» Олександра Пушкіна
- 2020 — «Дон Жуан» за мотивами п'єси «Кам'яний гість» Олександра Пушкіна (спільно із Сергієм Бєльським)

### Драматичні вистави
- 2002 — «Останнія стрічка Креппа» за п'єсою Семюеля Бекета
- 2006 — «Пригоди ведмедиків панда» за п'єсою Матея Вішнєка (спільно із Володимиром Федоровим)
- 2007 — «Ромео і Джульєтта» за п'єсою Вільяма Шекспіра
- 2008 — «Дон Жуан» за п'єсою «Дон Жуан, або Кам'яний гість» Мольєра
- 2012 — «Блез» за Клодом Маньє (спільно із Володимиром Федоровим)
- 2015 — «В очікуванні Годо» за п'єсою Семюеля Бекета (спільно із Володимиром Федоровим)
- 2016 — «Той, хто відчиняє двері» за п'єсою Неди Нежданої

### Клоунади
- 1996 — «А у нас удворі» клоун-мім-шоу
- 1997 — «Театр у валізі» веселі історії маленького чоловічка
- 1999 — «Регтайм для клоунів» клоун-мім-шоу
- 2000 — «Регтайм для клоунов–2» клоун-мім-шоу

### Мініатюри
- 1994 — «Балада про дерево»[8]
- 1994 — «Метаморфози»
- 1994 — «Музи» за мотивами легенд Стародавньої Греції
- 1996 — «Відродження» пластичне есе за сторінками історії України

### Музичні казки
- 1995 — «Муха-Цокотуха» мюзикл за мотивами однойменної казки К.Чуковського
- 1995 — «Золотий ключик» за мотивами казки О.Толстого
- 1996 — «Машина часу» мюзикл-фантастична мандрівка казками Андерсена
- 1997 — «Стійкий олов'яний солдатик» за Г.-Х. Андерсеном
- 1997 — «Пригоди білого чортеняти» мюзикл-новорічна фантазія
- 2001 — «Чукоккала» мюзикл за мотивами казок К.Чуковського
- 2003 — «Чортик із табакерки» мюзикл за мотивами казки «Стійкий олов’яний солдатик» Г.- Х.Андерсена
- 2008 — «Попелюшка»
- 2012 — «Дюймовочка» за Г.-Х.Андерсеном (спільно із Сергієм Бєльським)
- 2019 — «Чортик з табакерки–2»

## Відзнаки та нагороди
- 2006, 20 січня — Заслужений діяч мистецтв України
- 2014, 28 травня — Почесний громадянин міста Кривого Рогу

## Участь у фестивалях
- 1985 — Всесвітній фестиваль молоді і студентів (м. Москва)
- 1989 — Міжнародний фестиваль вуличних театрів «Караван миру» (м. Ленінград)
- 1994 — ХХІ Всесвітній фестиваль «Зображення підводного світу» (м. Антіб, Франція)
- 1996 — Міжнародний фестиваль (м. Копенгаген, Данія)
- 2001–2019 — «Мельпомена Таврії» (м. Херсон)
- 2003 — Міжнародний фестиваль (м. Валка, Латвія)
- 2003 — «Боспорські агони» (м. Керч, АР Крим)
- 2006–2007 — «Тернопільські театральні вечори. Дебют» (м. Тернопіль)
- 2008 — «Сцена людства»(м. Черкаси)
- 2010 — «В гостях у Гоголя» (м. Полтава)
- 2010, 2014, 2015, 2019, 2021 — «Homo Ludens» (м. Миколаїв)
- 2011 — Всеукраїнський фестиваль до 140-річному ювілею Лесі Українки та 100-літньому від дня написання «Лісової пісні» (м. Луцьк)
- 2011 — Міжнародний фестиваль пантоміми «Біла маска» (м. Москва, Росія)
- 2011–2012 — Міжнародний фестиваль театрального мистецтва «Театр. Чехов. Ялта» (м. Ялта)
- 2012–2013 — Всеукраїнський фестиваль театрального мистецтва «Коломийські представлення» (м. Коломия)
- 2013 — Міжнародний фестиваль (м. Саранда, Албанія)
- 2019 — Міжнародний фестиваль «Тарас Шевченко єднає народи»